# پل سفید
شهر پل‌سفید مرکز شهرستان سوادکوه در استان مازندران است. پل‌سفید همچنین نام پلی در داخل این شهر است. مردم پل‌سفید از قومیت طبری هستند و به مازندرانی صحبت می‌کنند. شهر پل‌سفید از جنوب به روستای ورسک و از شمال به شهر زیرآب راه دارد. جاده فیروزکوه و راه‌آهن مازندران از این شهر می‌گذرد و راه دسترسی به خانه رضاشاه پهلوی، بنیان‌گذار شاهنشاهی پهلوی در این شهر قرار دارد. ایستگاه راه‌آهن پل سفید مهم‌ترین ایستگاه تعمیرات دیزل راه‌آهن شمال و دارای سینی دوار است.

## تاریخچه

### دوران باستان

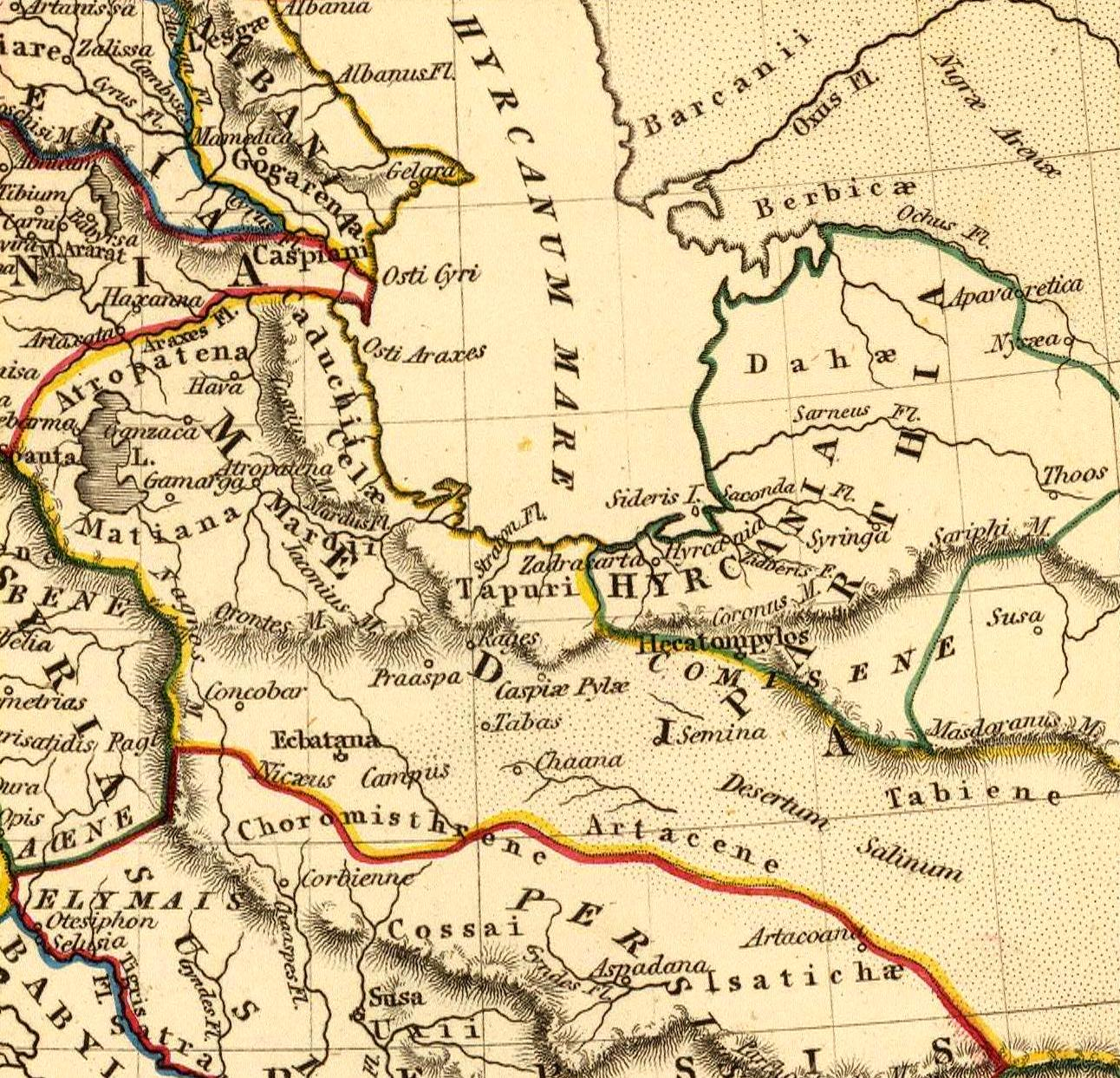
موقعیت تپورها در قرن دوم قبل از میلاد، از شرق سپیدرود تا اسرم هیرکانیا

استان مازندران پیش از اسلام تپورستان (به پهلوی: ) نامیده می‌شد که برگرفته از نام قوم تپوری (به یونانی: Τάπυροι) می‌باشد که پس از اسلام قوم طبری نام گرفتند و سرزمینشان طبرستان نامیده شد.
به اعتقاد مورخان آماردها نخستین سکنه باستانی مازندران بودند و آماردها از آمل تا تنکابن و تپورها از آمل تا گرگان سکونت داشتند. در عصر هخامنشی در کرانه جنوبی دریای مازندران اقوام، تپوری، آمارد، آناریاکه و کادوسی سکونت داشتند. مورخان آماردها را به مردمان داهه و سکایی و پارسی پیوند داده‌اند.
هرودوت از قبیله مارد (mardes) در کنار دائی‌ها (daens)، دروپیک‌ها (dropiques)، و ساگارتی‌ها (sagarties) به عنوان پارس‌های کوچنشین و صحراگرد یاد کرده است. پلینیوس مورخ یونانی محل آماردها را قسمت شرقی مارگانیا شناسایی کرده است. استرابون(۶۳ ق. م) قوم آمارد را در کنار اقوام تپوری، کادوسی و کرتی به عنوان اقوام کوهستان نشین شمال کشور یاد می‌کند. استرابو می‌نویسد: تمام مناطق این کشور به استثنای بخشی به سمت شمال که کوهستانی و ناهموار و سرد است و محل زندگی کوهنشینانی به نام کادوسی (Cadusii) و آماردی (Amardi) و تپوری (Tapyri) و کرتی (Cyrtii) و سایر مردمان دیگراست، حاصلخیز است.
به گفته واسیلی بارتلد تپوری‌ها در قسمت جنوب شرقی ولایت سکونت داشتند و در قید اطاعت هخامنشیان درآمده بودند و آماردها مغلوب اسکندر مقدونی و بعد مغلوب اشکانیان شدند و اشکانیان در قرن دوم ق.م. آنها را در حوالی ری سکونت دادند و اراضی سابق آماردها به تپوری‌ها اهدا شد و بطلمیوس در شرح دیلم یعنی قسمت شرقی گیلان در ساحل بحر خزر در آن زمان از تپوری‌ها نام می‌برد.به گفته یحیی ذکا در «کاروند کسروی» آورده است: آماردان یا ماردان، در زمان لشکر کشی اسکندر مقدونی به ایران، این تیره در مازندران نشیمن می‌داشتند و آن هنگام هنوز قبایل تپوران به آنجا نیامده بودند. به گفته مجتبی مینوی قوم آمارد و قوم تپوری در سرزمین مازندران می‌زیستند و تپوری‌ها در ناحیه کوهستانی مازندران و آماردها در ناحیه جلگه‌ای مازندران سکونت داشتند. در سال ۱۷۶ ق. م فرهاد اول اشکانی قوم آمارد را به ناحیه خوار کوچاند و تپوری‌ها تمام ناحیه مازندران را فرو گرفتند و تمام ولایت به اسم ایشان تپورستان نامیده شد.

### وجه تسمیه
نام این شهر گرفته از پلی سنگی است که دو طرف رود تلار را به هم وصل می‌کند. این پل زمان شاه عباس و در بیست و پنجمین سال سلطتنتش (۱۰۲۱ ق) در مسیر راه شاه عباسی، که اصفهان را به مازندران وصل می‌کرد، ساخته شد. چون سنگ به کار رفته در پل به رنگ سفید بود، این نام را برای شهر انتخاب کردند.

### پیشینه
ناصرالدین شاه قاجار که در سفر به مازندران در سال ۱۸۶۵میلادی از پل‌سفید عبور کرده بود، از آن به عنوان یکی از منازل جادهٔ شاه‌عباسی یاد می‌کند. بنابر مشاهدات وی پل قدیمی پل سفید «سه، چهار دهانه» داشته است. اگر گفته ناصرالدین شاه را موثق بدانیم، این پل می‌بایست پس از این تاریخ مرمت شده باشد، زیرا رابینو که در حدود سال ۱۹۰۹ میلادی میلادی پل را دیده، آن را با دو دهانه وصف کرده است. افضل‌الملک، از مورخان دورهٔ قاجار در شرح سفر خود به مازندران در ۱۳۳۱قمری، از پل سفید و قهوه‌خانه‌ای در کنار آن یاد کرده است.

## مردم

### جمعیت
بر اساس سرشماری سال ۱۳۹۵ جمعیت این شهر برابر با ۸٬۷۹۴ نفر جمعیت بوده است. البته با احتساب جمعیت روستاهای اطراف حدود ۱۱۰۰۰ نفر در منطقه شهری پل سفید زندگی می‌کنند.مردم پل سفید به گویش سوادکوهی که گویشی از زبان مازندرانی است صحبت می‌کنند. مردم پل‌سفید از قومیت طبری هستند پل سفید علاوه بر جمعیت بومی مهاجرانی نیز از منطقه دودانگه ساری و شهمیرزاد دارد.

### مشاهیر
مهدی تقوی قهرمان کشتی جهان در سال‌های ۲۰۰۹ و ۲۰۱۱ اهل این شهر است از دیگر مشاهیر این شهر می‌توان به مجتبی عابدینی اولین مدال آور شمشیربازی ایران در جهان و حبیب‌الله بدیعی ویولونیست چیره‌دست ایرانی اشاره نمود.

## اماکن گردشگری
پل‌سفید شهری کوهستانی و دره‌ای است که در امتداد رودخانه تالار (مشهور به تلار) واقع شده است که این مسئله زیبایی خاصی به این شهر بخشیده است و می‌توان با برنامه‌ریزی مناسب این شهر را به قطب گردشگری تبدیل کرد. شهر پل‌سفید به علت شرایط توپوگرافی پله‌های زیادی دارد و به شهر پله‌ها شهرت دارد به ازای هر نفر در این شهر یک پله وجود دارد. از مناطق دیدنی شهر پل‌سفید و اطراف آن می‌توان به موارد زیر اشاره کرد:
- پارک جنگلی آزادمهر
- دریاچه شورمست
- قلعه کنگلو
- غار اسپهبد خورشید
- پل ورسک (سه خط طلا)
- پل کلانتری دوآب
- قلعه چهل در
- آبشار شورآب
- کلیسای سرخ‌آباد
- برج پروفسور شروین باوند
- روستای اساس

## مناطق شهر
شهر پل سفید به هفت منطقه و ۱۸ محله تقسیم می‌شود. محله‌های این شهر عبارتند از شهرک آزادمهر، شهرک فرهنگیان۳، میارکلا، امیرده، شهرک قدس، جاده ساحلی، خیابان امام، کبود دره، کوی معدن، کندوان، ملاجیلم، فرمانداری، استلک، شهرک فرهنگیان۲، شهرک فرهنگیان۱، تأمین اجتماعی، ازاندره و للوک.

## پل تاریخی

پل پانصد ساله در زیر بار لرزش پل پنج ساله و تردد کامیون‌ها.

این شهر نام خود را از پلی تاریخی به همین نام گرفته است. این پل که توسط شاه عباس صفوی ساخته شده است، تا چند دهه گذشته، از مهم‌ترین پل‌های مسیر فیروزکوه به قائم شهر (شهر شاهی) بوده است.

## مراکز دانشگاهی
دانشگاه پیام نور واحد پل سفید و دانشگاه آزاد اسلامی واحد سوادکوه در شهرک توریستی آزادمهر این شهر مراکز آموزش عالی واقع در پل سفید هستند.